# Uniden
Uniden Holdings Corporation (ユニデンホールディングス株式会社 Yuniden Hôrudingusu Kabushiki-gaisha?) (TYO: 6815) es una empresa japonesa en la industria de las comunicaciones inalámbricas.

## Historia
Uniden fue establecido el 7 de febrero de 1966, por su fundador Hidero Fujimoto como "Uni Electronics Corp". Uniden se convirtió en una marca conocida en la década de 1970 al fabricar y comercializar millones de radios CB, bajo la marca Uniden, así como muchas marcas privadas populares como  Clegg (transceptores de radioafición), Cobra, Craig, Fanon-Courier, Midland (solo ciertos modelos clon, los originales fueron hechos por Cybernet), President, Teaberry, Stalker, Super Star, Teledyne-Olson, Pearce Simpson, Realistic, Regency, Robyn y muchas marcas europeas como Zodiac, Stabo y Inno-Hit.  Uniden también comercializó Radios CB en el Reino Unido con las marcas Uniden y Uniace a fines de la década de 1970.
Durante la década de 1980, Uniden creció hasta convertirse en el mayor fabricante mundial de teléfonos inalámbricos, además de equipos de televisión por satélite, radios móviles, electrónica marina avanzada y escáneres de radio (este último con el nombre de Bearcat).
En Europa,  tuvo éxito en el mercado de las telecomunicaciones con la introducción de teléfonos inalámbricos de 900 MHz.
A medida que Uniden continuó creciendo y extendiendo sus operaciones internacionales, Uniden Australia y Uniden Nueva Zelanda se establecieron en 1989.
Los ingresos de Uniden se han desplomado desde que los teléfonos inteligentes y las soluciones VOIP se han generalizado. En 2007, Uniden tuvo unos ingresos de 77,7 mil millones de yenes.  Solo tres años después, en 2010, Uniden reportó ingresos de solo 35.5 mil millones de yenes.

## Operación
Uniden dirige numerosas líneas de negocio en investigación y desarrollo, fabricación y marketing. A partir del 2018, entre los productos se incluyen teléfonos inalámbricos, detectores de radar, escáneres de radio, radios CB y productos de seguridad / vigilancia.
En un momento, Uniden produjo más de dos millones de productos inalámbricos cada mes y fabrica un teléfono inalámbrico cada 3,2 segundos. A pesar de la caída de la popularidad del teléfono inalámbrico, esta afirmación todavía aparece en el sitio web de Uniden Australia.
 

Uniden opera a nivel global, pero las principales actividades comerciales se encuentran en los Estados Unidos y Japón. Los sitios de fabricación se han ubicado en China, Hong Kong, Taiwán y Filipinas. En 2008, Uniden comenzó a trasladar la producción de China a Vietnam debido a los salarios más bajos.

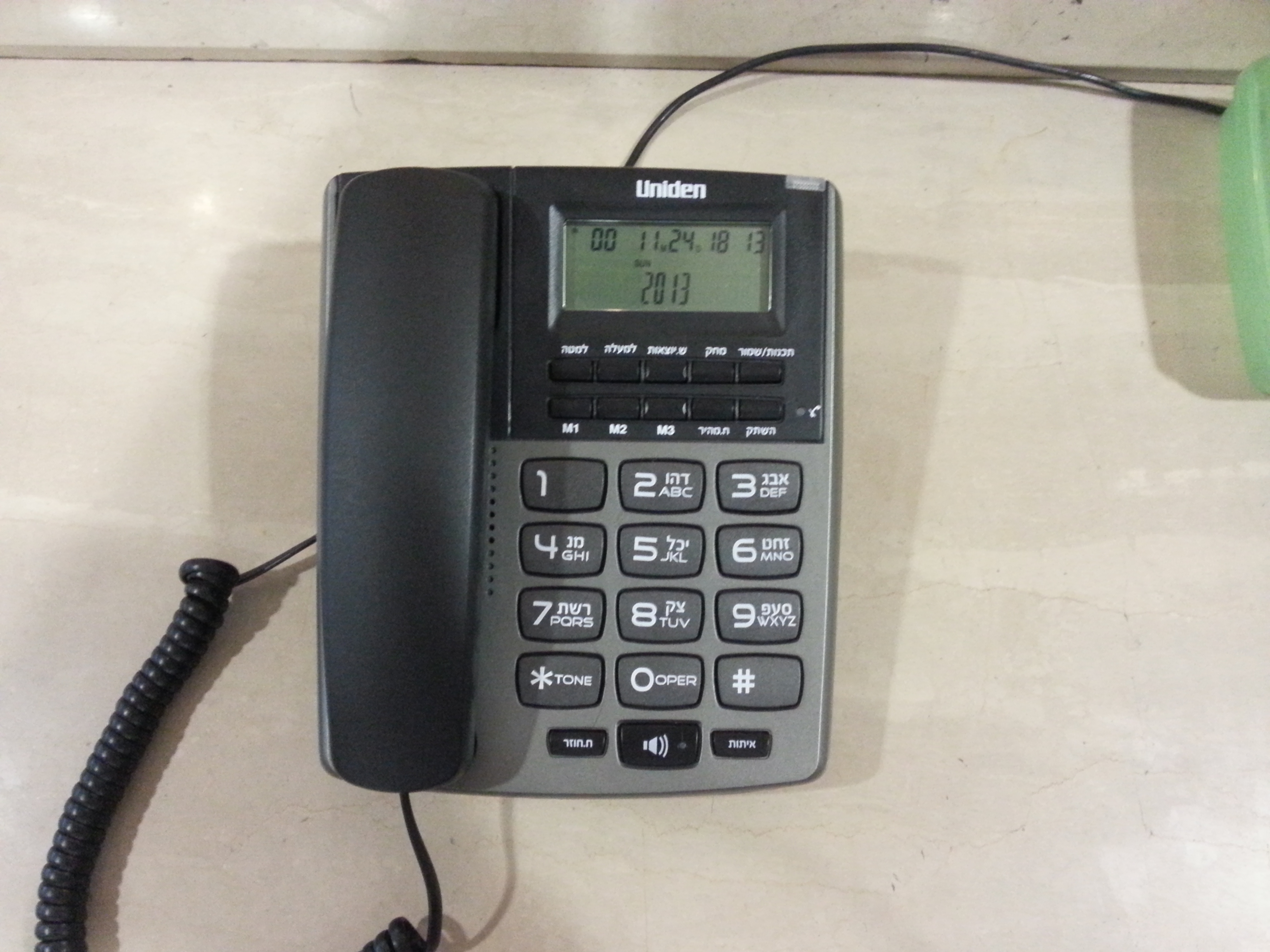
Teléfono fijo modelo AS-7402 fabricado en 2013
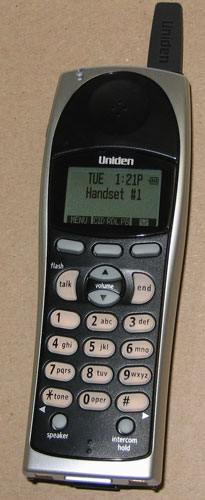
Teléfono inalámbrico Uniden
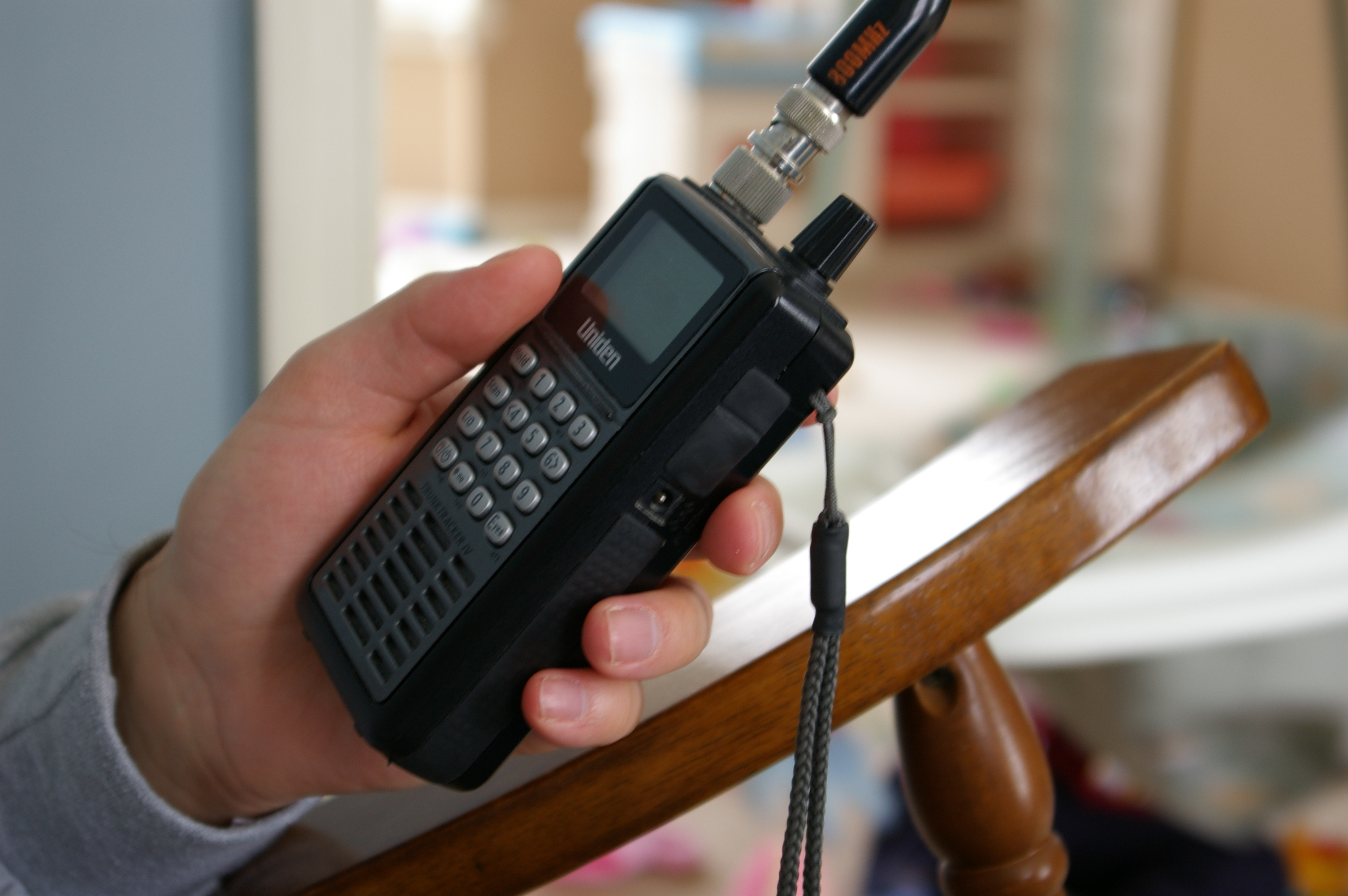
Escáner de radio portátil Uniden BCD396T
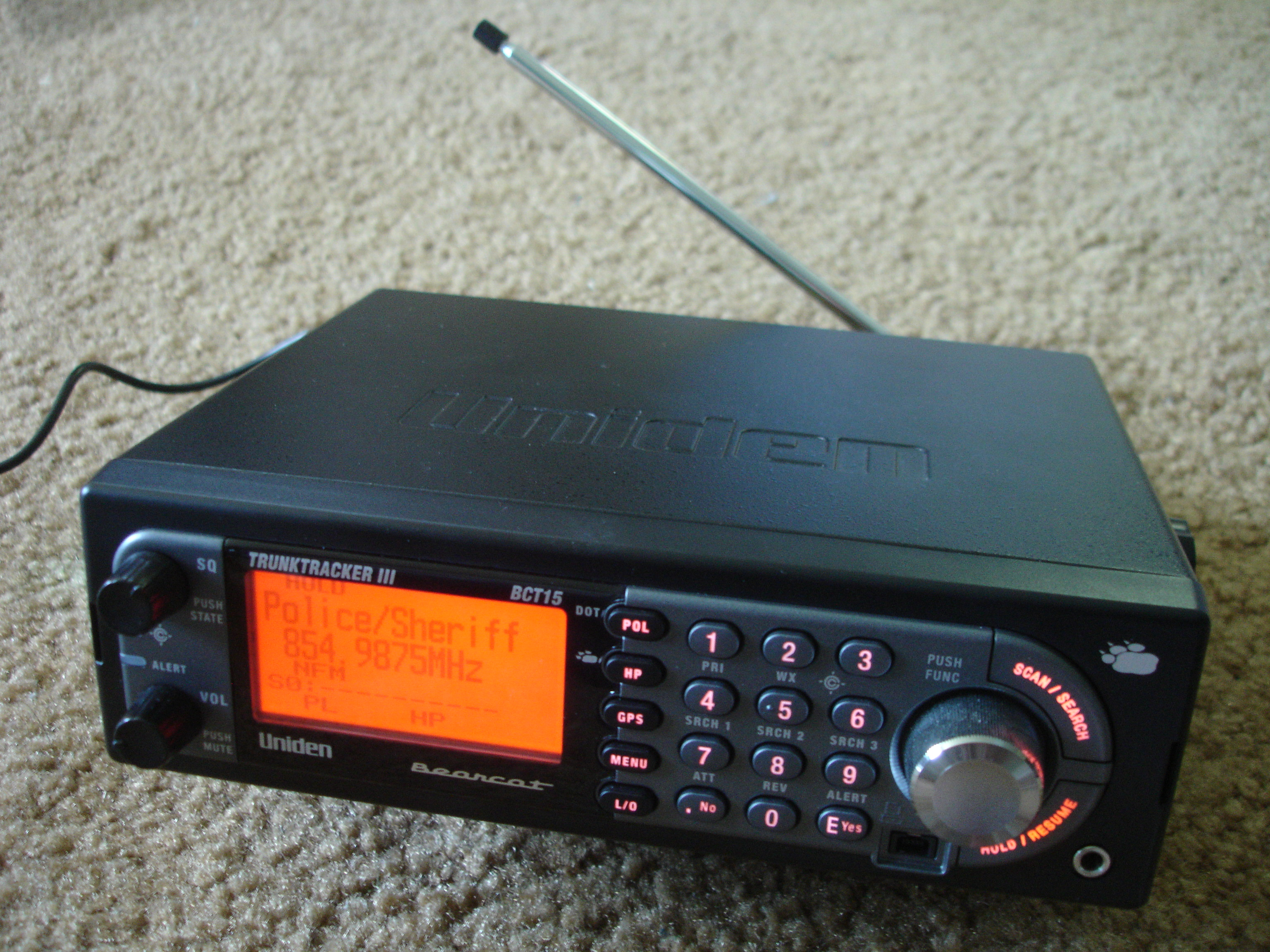
Escáner de radio base / móvil Uniden BCT-15
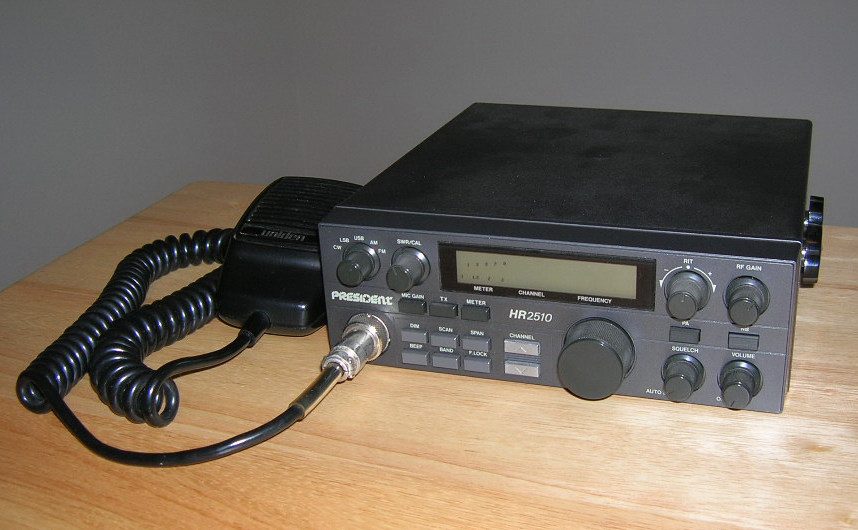
Uniden President HR2510A, una radio móvil de la banda de 10 metros.
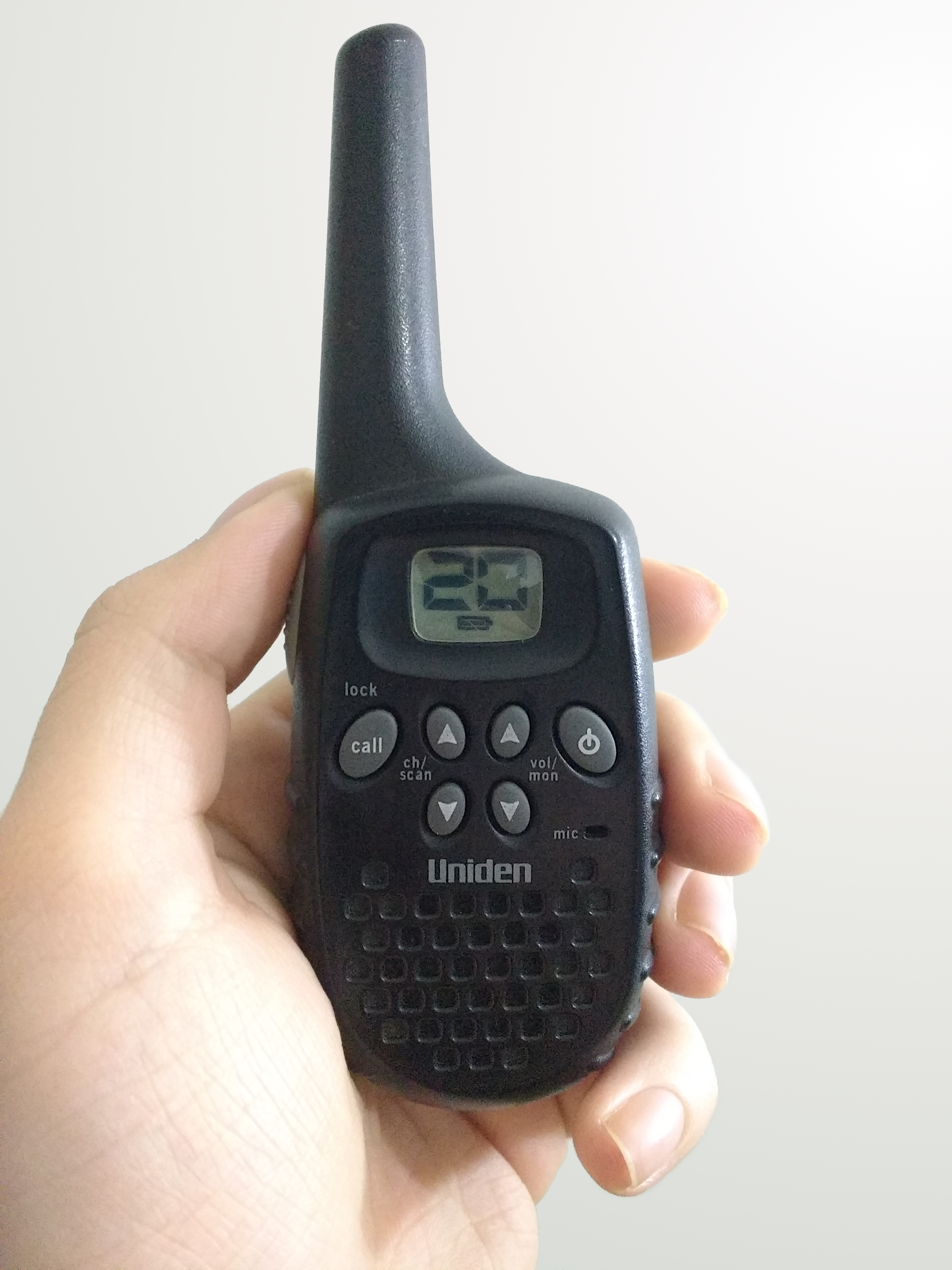
Walkie-talkie Uniden modelo GMR1035-2